# Mafia (isola)
Mafia, conosciuta anche come Chole Samba, è un'isola della Tanzania, situata nell'Oceano Indiano a circa 25 km dalla costa del continente. Insieme a Zanzibar e a Pemba appartiene a un gruppo di isole talvolta indicato col nome di "isole delle spezie".
Amministrativamente appartiene alla regione di Pwani.
Al censimento del 2002, la popolazione dell'isola era di circa 41.000 persone; gli abitanti di Mafia sono principalmente pescatori.
L'isola di Mafia ha come principale centro Kilindoni ed è nota altresì per le sue coste e i suoi fondali.

## Il nome
Il nome "Mafia" deriva dall'arabo morfiyeh ("gruppo" o "arcipelago") o dallo Swahili mahali pa afya ("luogo salutare").